# Sarmingbach
Sarmingbach är ett vattendrag i Österrike. Det ligger i den nordöstra delen av landet, 110 km väster om huvudstaden Wien.
I omgivningarna runt Sarming Bach växer i huvudsak blandskog. Runt Sarming Bach är det ganska tätbefolkat, med 67 invånare per kvadratkilometer.